# 広島県道451号三坂手入線
広島県道451号三坂手入線（ひろしまけんどう451ごう みさかてにゅうせん）は、広島県庄原市から神石郡神石高原町に至る一般県道である。

## 概要
庄原市東城町三坂から神石郡神石高原町新免に至る。

### 路線データ
- 起点：庄原市東城町三坂（広島県道25号三原東城線交点）
- 終点：神石郡神石高原町新免（国道182号交点）
- 総延長：約9.5 km

## 路線状況
福山・油木方面から来た場合、国道182号から帝釈峡へ抜ける最短路線ではあるが、狭い山道が多い。

## 地理

### 通過する自治体
- 庄原市
- 神石郡神石高原町

### 交差する道路
| 交差する道路           | 市町村名 | 市町村名   | 交差する場所 | 交差する場所 |
| ---------------------- | -------- | ---------- | ------------ | ------------ |
| 広島県道25号三原東城線 | 庄原市   | 庄原市     | 東城町三坂   | 起点         |
| 国道182号              | 神石郡   | 神石高原町 | 新免         | 終点         |

### 沿線
- 帝釈峡国民休暇村